# Cheval arabe gris-blanc
Cheval arabe gris-blanc, également nommé cheval gris blanc, est un tableau à l'huile sur toile du peintre français Théodore Géricault, peint en 1812 et conservé au musée des beaux-arts de Rouen. Il représente un cheval arabe vu de profil, tourné vers la gauche. 

## Description
Le tableau représente un cheval vu de profil, la tête tournée vers la gauche, peint très vigoureusement et en pleine lumière, en se détachant sur un fond de mur brun-noir bien détaillé dans la partie gauche de la toile, et qui disparaît dans l'obscurité sur la droite.

## Parcours du tableau
La toile est achetée pour 600 francs par M. Reiset, et revendue pour le même prix au musée des beaux-arts de Rouen. 
Elle se trouve encore dans ce musée de nos jours.